# クランバー・スパニエル
クランバー・スパニエル（英：Clumber Spaniel）は、イギリス原産のスパニエル犬種である。古い犬種で、重量があって風格があるところから、「スパニエル界の貴族」などと呼ばれる。

## 歴史

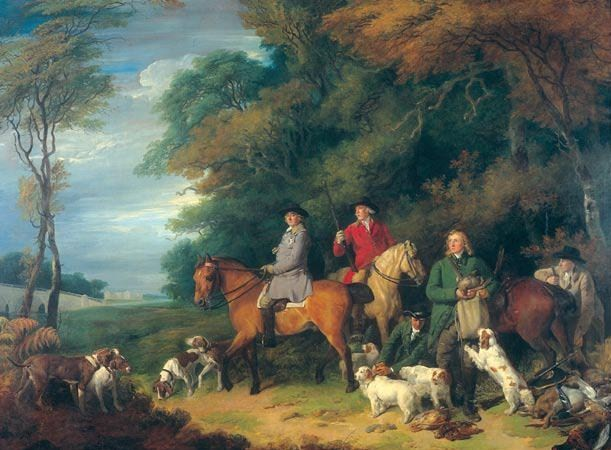
猟から帰るニューカッスル公爵（1788年）。4匹のスパニエルを従えている

公式の歴史によれば、フランスの猟犬を先祖とする。アルパイン・スパニエルやバセット・ハウンドの血を引くとも言う。
伝説では、1789年のフランス革命により処刑されることとなったノアイユ公爵が、自らの飼っていたスパニエルを犬舎ごとイングランドのニューカッスル公爵に送ったのがはじまりというが、すでに1770年頃にフランスからニューカッスル公爵にイヌが贈られた記録もあるといい、1788年に描かれたニューカッスル公爵が複数のスパニエルを連れた肖像画もある。また、より早くにスペインから持ち込まれ、キャバリア・キング・チャールズ・スパニエルのもとともなった赤や黄色の斑を持つ白いスパニエル（ブレナム・スパニエル、ブレンハイム・スパニエル）を祖先とするという説もある。いずれにせよ、犬種名はニューカッスル公爵の領地であるノッティンガムシャーのクランバー・パークに由来する。
19世紀を通じてクランバー・スパニエルは人気があったが、厳しく管理され、入手は難しかった。イギリス王室でも飼われ、特に、エドワード7世やジョージ5世に愛されたことが知られる。
第二次世界大戦後は人気が衰退し、イギリス国内での登録犬数はスプリンガー・スパニエルやコッカー・スパニエルの100分の1以下という。また、猟犬としての活躍の場は減り、主にペットやショードッグとして飼われるようになった。これに伴い、より重量感のある個体が好まれるようになった一方で、実猟犬としての容姿・能力を維持しようとする動きも起こった。イギリスでは、1980年代後半以降、「ワーキング・クランバー・スパニエル協会」が、ザ・ケネルクラブの犬種標準とは異なる基準で実猟犬としてのクランバー・スパニエルの維持に努めている。
日本では、多くの年において、ジャパンケネルクラブに十数頭から数十頭の登録がある。

## 特徴
体高は雄48〜51cm、雌43〜48cm、体重は雄32〜39kg、雌25〜32kgの中型犬
。体格はがっしりとして、重量感があり、やや胴長である。これはバセット・ハウンドを交配したためともいう。主にフラッシング・ドッグとして使われ、深い藪の中で鳥やウサギを見つけ出す役割を担った。整然とゆっくり歩くため、猟師は徒歩で猟を行うことができる。年配のハンターのお供として使われたとも言われている。伝統的には群れで使われたが、現在は一般的に1頭か数頭のみが用いられる。歩く時にあまり音を立てないので、主人は首輪に鈴をつけて犬の位置を把握する。
マズルの長さは短めで、頭部は大きい。首も短く太い。耳は垂れ耳で、尾は飾り毛のある垂れ尾だが、断尾して短くすることもある。現在は動物愛護の観点から断尾をしないブリーダーが増えている。コートは豊かなウエーブがかったロングコートで、毛色はホワイトにレモンの班が理想とされるが、オレンジの斑も認められている。抜け毛が多いのはバセットハウンドの血を引くためとも言われる。嗅覚がとても発達している。
性格はおっとりしていて温和であり、攻撃的な面が無い。しかし、自立心も強く、エネルギッシュで活動的である。見知らぬ人や犬とはあまり積極的に関わりたがらない。しつけに時間がかかる根気のいるタイプの犬種だが、一度覚えたことは忘れない。
運動量は普通だが、肥満になりやすいので食事には配慮が必要である。かかりやすい病気は股関節形成不全、眼瞼異常、椎間板ヘルニア、皮膚病、中耳炎などである。腰を悪くしやすいので、運動は時間をかけてゆっくりとしたペースが良い。腰が弱いので高い場所からの飛び降りも注意。夏場の熱中症に注意。高温多湿な日本で飼うには難しい犬種と言える。